# 燕侯旨
燕侯旨（えんこうし、生没年不詳）は、燕の君主。姓は姞、名は旨。召公奭の子とみられる。『史記』など伝世文献に見えず、北京市房山区の瑠璃河遺跡出土の青銅器「燕侯旨鼎」や山西省翼城県の大河口1号墓出土の「燕侯旨卣」の銘文によって、名を知られる。兄の燕侯克が死去すると、後を嗣いで燕侯となった。「燕侯旨鼎」によると、かれは宗周に朝見して周王から貝20朋の賞賜を受けた。